# 2019년 전국체육대회
제100회 전국체육대회는 2019년 10월 4일부터 동년 10월 10일까지 개최된 전국체육대회이다. 1920년 개최된 전조선야구대회로부터 100회째 되는 대회로, 이에 따라 서울특별시에서 개최되었다. 정규종목 45개와 시범종목 2개가 열리는 역대 최대 규모로 진행되었으며, 대한체육회 주최, 서울특별시, 서울특별시교육청, 서울특별시체육회 주관으로 열렸다.

## 개요
- 대회명칭 : 제100회 전국체육대회
- 개최기간 : 2019년 10월 4일 ~ 2019년 10월 10일
- 개최지 : 서울특별시
- 모토 : 전국체육대회 100년, 서울에서 함께 뛰다
- 참가인원 : 30,000여 명
- 종별 : 일반부, 대학부, 고등부, 재외동포부
- 마스코트 : 해띠

## 개막식

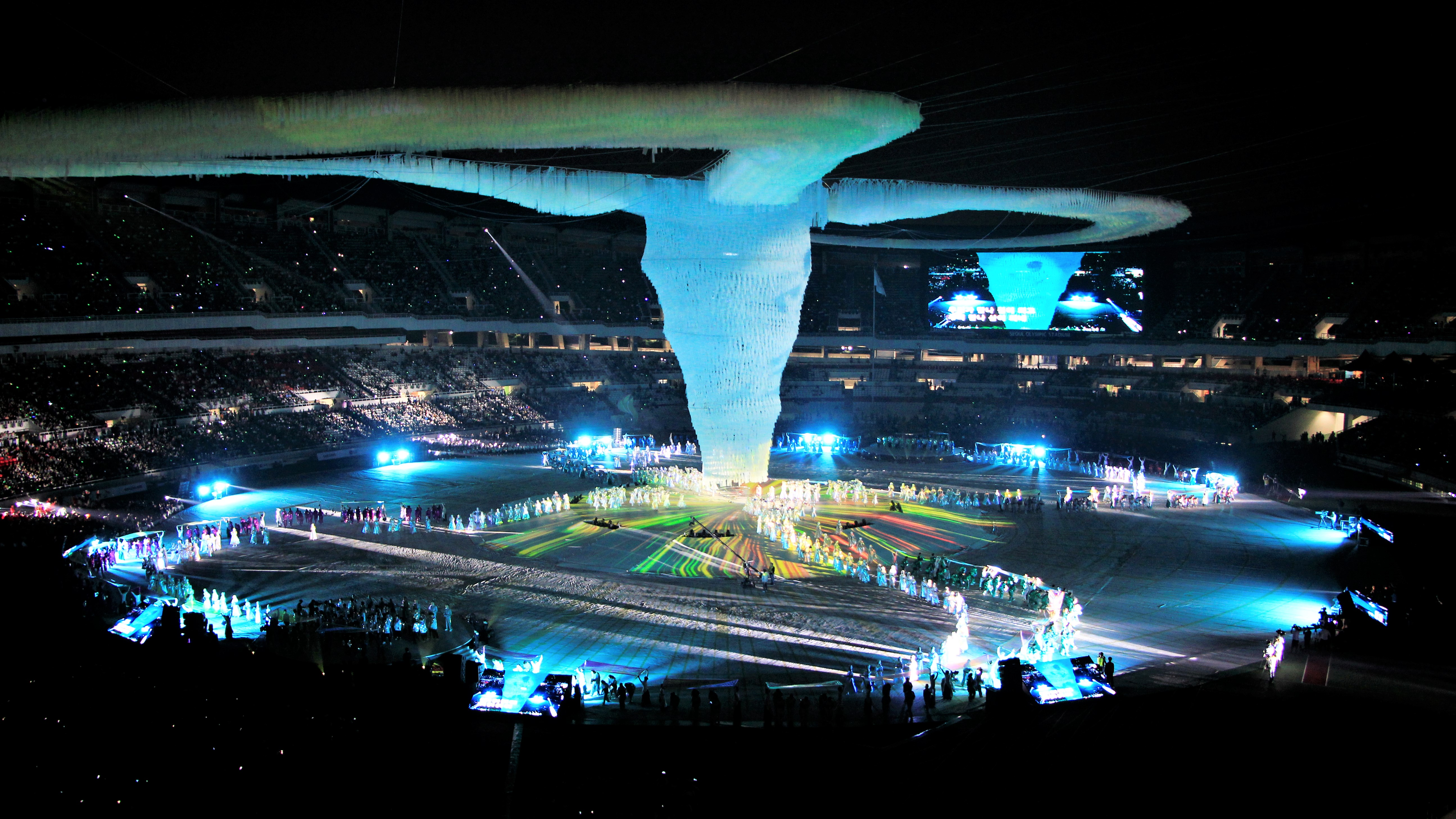
제100회 전국체육대회 개막식의 모습,

개막식은 2019년 10월 4일 서울특별시 잠실종합운동장에서 열렸다. 식전행사로 전국체전 토크쇼, 송해와 함께하는 식전공연 등이 진행되었고, 공식 행사로는 선수단 입장, 국민의례, 개막선언, 환영사, 개회사, 축사, 대회기 게양, 선수심판대표 선서가 이어졌다. 주제공연으로는 손기정을 메인으로 한 '몸의 신화, 백년의 탄생' 행사가 진행되었으며, 성화의 최종 점화자는 2002년 월드컵에서의 대한민국 4강의 주역 박지성 전 국가대표 축구 선수가 되었다. 식후 행사로는 엑스원과 마마무의 공연이 이어졌다.
문재인 대통령은 전국체육대회 행사장에서 기념사를 통해 "남북관계의 단절 때마다 체육인들이 신호탄을 열었다."라며, "서울 올림픽이 동서화합의 시대를 열었으며, 2018년 평창 올림픽이 평화의 한반도 시대를 열었다. 이렇듯 2032년 서울·평양 공동올림픽은 공동번영의 한반도 시대를 여는 신호탄이 될 것"이라며 2032 올림픽 유치를 천명하기도 했다.
한편 전국체육대회의 개막식으로 인해 2019년 KBO 리그의 와일드카드 결정전 일정이 미루어질 계획이 세워지기도 했으며 이는 와일드카드 경기가 1차전에서 매조지됨에 따라 이루어지지 않게 되었다, 또한, 방탄소년단의 축하공연이 무산되어 팬들에게 논란이 일기도 했다.

## 폐막식
폐막식은 2019년 10월 10일 서울특별시 잠실종합운동장에서 열렸다. 차기 개최지 공연으로는 경상북도의 태권도 공연이 열렸으며, 박원순 서울특별시장이 환송사를 했다. 주제공연으로는 모두가 하나되어 춤을 추는 '다함께 춤'으로 이어졌으며, 성화가 소화된 뒤에는 노라조와 다이나믹 듀오의 축하공연이 이어졌다.

## 종목

### 정식종목
| - 검도 - 골프 - 궁도 - 근대5종 - 농구 - 당구 - 댄스스포츠 - 럭비 - 레슬링 - 롤러 - 바둑 - 배구 - 배드민턴 | - 복싱 - 볼링 - 사격 - 사이클 - 산악 - 세팍타크로 - 소프트볼 - 수상스키 - 수영 (경영, 다이빙, 수구) - 스쿼시 - 승마 - 씨름 | - 야구 - 양궁 - 역도 - 요트 - 우슈 - 유도 - 육상 - 정구 - 조정 - 철인3종 - 체조 - 축구 - 카누 | - 탁구 - 태권도 - 테니스 - 트라이애슬론 - 펜싱 - 핀수영 - 하키 - 핸드볼 |

### 시범종목
- 택견
- 보디빌딩

## 종합순위
개최지
| 순위 | 지역           | 점수   | 금  | 은  | 동   | 합계 |
| 1    | 서울특별시     | 77,331 | 128 | 126 | 144  | 398  |
| 2    | 경기도         | 64,051 | 139 | 131 | 118  | 388  |
| 3    | 경상북도       | 45,893 | 79  | 74  | 117  | 275  |
| 4    | 경상남도       | 40,109 | 59  | 61  | 82   | 202  |
| 5    | 인천광역시     | 37,223 | 58  | 57  | 98   | 213  |
| 6    | 충청북도       | 36,455 | 61  | 66  | 86   | 213  |
| 7    | 대구광역시     | 35,253 | 54  | 46  | 80   | 180  |
| 8    | 부산광역시     | 35,249 | 51  | 51  | 78   | 180  |
| 9    | 충청남도       | 34,640 | 51  | 51  | 82   | 184  |
| 10   | 광주광역시     | 33,117 | 46  | 53  | 78   | 117  |
| 11   | 전라북도       | 32,141 | 46  | 44  | 77   | 167  |
| 12   | 강원도         | 31,792 | 50  | 64  | 87   | 201  |
| 13   | 전라남도       | 31,248 | 38  | 49  | 60   | 147  |
| 14   | 대전광역시     | 28,724 | 50  | 53  | 62   | 165  |
| 15   | 울산광역시     | 19,899 | 51  | 35  | 54   | 140  |
| 16   | 제주특별자치도 | 11,148 | 26  | 14  | 34   | 74   |
| 17   | 세종특별자치시 | 6,481  | 7   | 5   | 9    | 21   |
| 총계 | 총계           | 총계   | 994 | 985 | 1346 | 3325 |

## 대회 기록
- 양궁 50 m 예선에서 청주시청 소속 김우진이 352점을 기록하며 세계 신기록을 세웠다.[4]
- 수영 여자 자유형 50 m 결선에서 서울시수영연맹소속 정소은이 25초 08로 한국 신기록을 세웠다.[5]
- 원반던지기에서 한국체육대학교의 정지혜는 56m30을 던지며 한국 신기록을 세웠다.[5]

## 최우수 선수상
최우수선수상에는 2016년 전국체육대회에서 MVP를 수상했던 김서영 선수가 올랐다. 김서영 선수는 수영 종목에서 5관왕을 달성하여 MVP를 수상하였다. 기자단 투표 54표 중 33표를 획득한 김서영 선수는 기자회견을 통해 "100회 대회의 MVP를 수상하였다는 점이 매우 기쁘다."라며, "이번 전국체전에서 좋은 성적을 거둔 것이 큰 힘이 되었다."라고 말했다.
김서영은 이번 대회 다음과 같은 성과를 기록했다.
- 한국신기록(계영 800m)과 대회신기록 2개 수립(계영 400m, 혼계영 400m)
- 대회 5관왕 달성(수영 여자 일반부 개인혼영 200ｍ, 400ｍ, 계영 400ｍ, 800ｍ, 혼계영 400ｍ)

## 기타
10월 9일 역도 경기중 쉬는 시간에 2012년 하계 올림픽 역도에서 은메달을 승계한 김민재 선수의 은메달을 대한역도연맹회장이 대리 시상했다.

## 같이 보기
- 제39회 전국장애인체육대회
- 전국체육대회